# Pshekhagnathus polypterus
Pshekhagnathus polypterus — викопний вид риб родини Іглицеві (Syngnathidae), що існував в олігоцені (33 млн років тому).

## Назва
Родова назва Pshekhagnathus означає іглиця з річки Пшеха. Видова назва polypterus з латини перекладається як багатоперий.

## Відкриття
Відбиток риби знайдений у 2011 році поблизу міста Апшеронськ Краснодарського краю Росії у відкладеннях формації Горний Луч.

## Опис
Від сучасних представників родини відрізняється наявністю 14 променів в анальному плавці (у сучасних іглицевих лише два промені).